# Eva Cools
 (mars 2020).
Eva Cools est une réalisatrice de films flamande. Elle a réalisé des courts métrages ainsi qu'un long métrage.

## Biographie
Cools a obtenu un diplôme de Sint Lukas, en 2007, avec une spécialisation en Arts audiovisuels.

## Filmographie
Cools a réalisé quatre courts métrages: De Puta Madre (2006), El Camino del Deseo (2007), Las Meninas (2012) et Everything comes back (2014).
Cools a aussi produit le long métrage CLEO sorti fin 2019.

## Distinctions
Ses courts métrages ont été nommés et récompensés à de nombreux festivals de films nationaux et internationaux, y compris le Moondance Film Festival (États-Unis), le Elche International Film Festival (Espagne), Firstglance International Film Festival (États-Unis), Great Lakes Film Festival (États-Unis), Cinefiesta Puerto Rico, Film Festival Ghent (Belgique) et le Women's Independent Film Festival à Hollywood (États-Unis) où elle a remporté quatre prix pour Meilleur Film, Meilleur Réalisateur, Meilleur Scénario et Meilleure Actrice (Elisa Mouliaá) avec le court métrage (Las Meninas).
Cools a aussi réalisé des clips vidéos pour des groupes belges, tels que les Intergalactic Lovers, Mauro Pawlowski, Nightman (nl), The Sophomore Jinx et Arquettes (nl). Le clip vidéo pour I left my heart in Vermont par The Sophomore Jinx a remporté le Prix Popfolio pour Meilleur Clip Vidéo.
Son film Cléo fut projeté en avant-première mondiale à l'International Film Fest Ghent. CLEO est produit par Lunanime et distribué par Lumière. Le scenario a été développé pendant l'atelier européen de script  et l'Atelier européen Scénario de Sources 2 en Norvège. Le film est soutenu par le Fonds Audiovisuel flamand, Screen Brussels et Creative Europe.
CLEO a été sélectionné par plusieurs festivals internationaux de films, tels que le International Filmfestival Rome (Alice Nella Citta), l'International Filmfestival Tallinn Black Nights et l'International Filmfestival of India, Goa.
CLEO a reçu quatre récompenses :
- Prix Visser-Neerlandia pour Meilleur Scénario lors du Festival de Film de Ghent - 2016
- Prix My Movies pour Meilleur Premier Film - Alice Nella Citta (Rome) - 2019
- Prix Rising star - Meilleur Prix Jeune Actrice - Alice Nella Citta (Rome) - 2019
- Prix TimVision VOD - Alice Nella Citta (Rome) - 2019

Cools travaille actuellement sur le script du film Billie & Seb, avec Ivo Victoria, l'auteur du livre éponyme. Billie & Seb est une production de Las Belgas. Le scenario a aussi été développé pendant Sources 2.